# 西尔卡·波尔库宁
西尔卡·波尔库宁（芬蘭語：Sirkka Polkunen，1927年11月6日—2014年9月28日），芬兰女子越野滑雪运动员。她曾代表芬兰参加1952年和1956年冬季奥林匹克运动会越野滑雪比赛，获得一枚金牌。